# Brenda Laurel
Brenda Laurel (Columbus, 20 de noviembre de 1950) es una diseñadora de videojuegos e investigadora estadounidense. Defensora  de la diversidad e inclusión en los videojuegos y una "pionera en  el desarrollo de la realidad virtual", es oradora pública y catedrática. Es también miembro del equipo de varias compañías y organizaciones. Fundó y dirigió el Programa de Licenciatura de Diseño en la  Universidad de California de las Artes (2006–2012) y el programa de licenciatura de Diseño de Medios de comunicación en la Universidad del Centro del Arte de Diseño (2000–2006). Ha trabajado para Atari, cofundó el la marca de videojuegos Purple Moon, y sirvió como asesora de diseño de la interacción para múltiples compañías  entre las que incluyen Sony Cuadros, Apple, y Citibank.

## Vida personal
Laurel recibió un Título de grado en Artes en la Universidad DePauw. Recibió su Máster en Bellas Artes así como su Ph.D. en la Universidad Estatal de Ohio. Su tesis doctoral fue publicada en 1986, titulada «Hacia el Diseño de un Sistema Informatizado de Fantasía», en lo que se basaría su libro de 1993 «Ordenadores como teatro».
En 2015 Laurel ganó el premio Trailblazer en el  festival IndieCade .

## Carrera profesional
Los primeros videojuegos de Laurel estaban destinados para la plataforma CyberVision, donde trabajó como diseñadora, programadora, y directora de diseño de producto educativo entre 1976 y 1979. Después, se trasladó a Atari como especialista de software donde más tarde se convertiría en la directora de Estrategia de Software y para la División de Computadora del Hogar, entre 1980 y 1983. Después de acabar su Ph.D., Laurel trabajó para Activision entre 1985 y 1987. A finales de los años 1980 y principios de los 1990  trabajó como asesora creativa en algunos juegos de LucasArts  y  en Balance of the Planet de Chris Crawford. Durante este tiempo Laurel también fue cofundadora de Telepresence Research, y se convirtió en miembro del personal de búsqueda en la Interval Research Corporation donde trabajó en la investigación entre la identidad de género y la tecnología.

### Purple Moon y los juegos para niñas
Como una de las primeras diseñadoras femeninas de videojuegos, Laurel escribió activamente sobre el desarrollo del mundo de estos para las chicas. Postuló que mientras la joven industria del videojuego se centraba en productos para hombres jóvenes, las niñas no estaban inherentemente desinteresadas por el asunto. En cambio, las chicas estaban interesadas en otros tipos de experiencias en los videojuegos. Su investigación sugirió que las jóvenes mujeres preferían experiencias basadas en la interacción social, habilidades verbales y transmedia.

La industria del videojuego surgió de los programas informáticos escritos por y para hombres a finales de los años 1960 y principios de los 70. Funcionaron tan bien que crearon un negocio muy lucrativo bastante rápido. Sin embargo, lo que funcionó para dicha parte de la población no lo hizo para niñas y mujeres.
Brenda Laurel

En 1996, Laurel fundó Purple Moon, una compañía de software orientada en crear juegos para chicas jóvenes entre las edades de 8 y 14 años. La visión de Laurel era crear videojuegos para chicas que se centraran más en tomas de decisiones reales que en meras apariencias y materialismo. La compañía era un experimento sobre la comercialización de videojuegos basados en la investigación meticulosa de las preferencias femeninas. La empresa produjo juegos de storytelling, exploración abierta, y de recreación de situaciones cotidianas, en contraposición a los juegos competitivos. La compañía lanzó diez juegos principalmente divididos en dos series: "Rockett", la cual se centró en las interacciones diarias de una chica joven, y la más conocida Secret Path. La empresa fue  finalmente comprada por Mattel en 1999, la cual cerró el estudio.
Purple Moon recibió críticas por centrarse en el género a la hora de crear juegos. La investigación fue acusada de marcar aún más las diferencias entre los géneros, diferencias que las chicas ya estaban socialmente forzadas a aceptar, como los  valores estereotipados femeninos de cooperación, narrativa, y socialización en contraposición a los masculinos, presentes en la mayoría de juegos, como la violencia o la competición.

### Realidad virtual
En el trabajo de Laurel sobre diseño de interfaces, es conocida por su apoyo de la teoría de interactividad, el "grado en que los usuarios de un medio pueden influir la forma o contenido del entorno mediado." La realidad virtual, según Laurel, se caracteriza menos por sus elementos imaginarios o irreales que por su representación multisensorial de objetos, sean estos reales o imaginarios. Mientras las discusiones alrededor de la realidad virtual tienden a centrarse en las representaciones visuales, el audio y la cinestesia son dos potentes fuentes de entrada sensorial que son menos valoradas. La instalación del  Placeholder de Laurel en 1994 en el Banff Centro para las Artes—una colaboración con Rachel Strickland—exploró estas posibilidades multisensoriales. La instalación permitió a múltiples persones construir un seguimiento mediante la sujeción de rastreadores de movimiento a sus cuerpos mientras se les dejaba navegar en un entorno virtual donde realizaban movimientos físicos comunes con resultados específicos, como aleatar los brazos para volar, por ejemplo.

### Carrera como docente
Tras el cierre del Purple Moon, Laurel trabajó como directora y profesora en el Art Center College of Design y más tarde en el California College of the Arts. Se convirtió finalmente en profesora en Universidad de California en Santa Cruz.

## Trabajos
Libros
- Computers as Theatre (2nd Edition), Addison-Wesley Professional, (2013) ISBN 0321918622
- Design Research: Methods and Perspectives, MIT Press, (2004) ISBN 0-262-12263-4
- Utopian Entrepreneur, MIT Press (2001) ISBN 0-262-62153-3
- Computers as Theatre, Addison-Wesley (1991) ISBN 0-201-55060-1
- The Art of Human-Computer Interface Design, Addison-Wesley (1990) ISBN 0-201-51797-3

Juegos
- Goldilocks, on CyberVision. (1978)
- Hangman, on CyberVision. (1978)
- Rockett's New School, Purple Moon Media. (1997)
- Secret Paths in the Forest, Purple Moon Media. (1997) ISBN 9781890278168
- Rockett's Tricky Decision, Purple Moon Media. (1998)
- Rockett's Secret Invitation, Purple Moon Media. (1998) ISBN 9781890278281
- Rockett's First Dance, Purple Moon Media. (1998)
- Rockett's Adventure Maker, Purple Moon Media. (1998)
- Secret Paths to the Sea, Purple Moon Media. (1998)
- Starfire Soccer Challenge, Purple Moon Media. (1998)